# 高橋渉 (実業家)
高橋 渉（たかはし わたる、1957年7月19日 - ）は日本の実業家。オリエンタルランド代表取締役社長兼COO。

## 略歴
千葉県出身。関西大学文学部卒業後、1981年4月オリエンタルランド入社。2007年4月株式会社イクスピリア代表取締役社長、2009年執行役員、2017年6月取締役執行役員、2019年4月取締役常務執行役員、2023年6月取締役常務執行役員経営戦略本部長、2024年8月取締役常務執行役員経営戦略本部長・ホテル事業担当等を歴任。2025年4月、代表取締役社長兼最高執行責任者（COO）に就任。記者会見では、「東京ディズニーリゾート事業の着実な成長と（新規事業として計画中の）クルーズ事業を確実に推進して、グループのさらなる成長の道筋をつけていくことが最大の使命だ」と話した。